# گونزالو کالسا
گونزالو کالسا (انگلیسی: Gonzalo Colsa؛ زادهٔ ۲ آوریل ۱۹۷۹) بازیکن فوتبال اهل اسپانیا است.
از باشگاه‌هایی که در آن بازی کرده‌است می‌توان به باشگاه ورزشی رئال مایورکا، باشگاه فوتبال راسینگ سانتاندر، باشگاه فوتبال اتلتیکو مادرید، باشگاه فوتبال میراندس، و باشگاه فوتبال رئال وایادولید اشاره کرد.
وی همچنین در تیم‌های ملی فوتبال زیر ۱۶ سال اسپانیا، زیر ۱۷ سال اسپانیا، زیر ۱۸ سال اسپانیا، زیر ۲۰ سال اسپانیا، و زیر ۲۱ سال اسپانیا بازی کرده‌است.